# Comune di Egvad
Il comune di Egvad fino al 1º gennaio 2007 è stato un comune danese situato nella contea di Ringkjøbing; aveva una popolazione di 9 396 abitanti (2005) e una superficie di 377 km². Capoluogo era la cittadina di Tarm.
Dal 1º gennaio 2007, con l'entrata in vigore della riforma amministrativa, il comune è stato soppresso e accorpato ai comuni di Holmsland, Ringkøbing, Skjern e Videbæk per dare luogo al neo-costituito comune di Ringkøbing-Skjern compreso nella regione dello Jutland Centrale (in danese Midtjylland).